# Папський біблійний інститут
Папський Біблійний Інститут або Біблікум (італ. Pontificio Istituto Biblico, Biblicum) — католицький вищий навчальний заклад у Римі (Італія).

## Історія
Створення інституту було заплановано папою Левом XIII у 1902 році. Проте лише його наступник Пій X зумів реалізувати його плани. 7 травня 1909 року апостольським листом «Vinea electa» офіційно засновано інститут університетського рівня, що спеціалізується на викладанні, вивченні та критичному дослідження біблійних текстів. Інститут засновано у м. Римі та передано під опіку єзуїтів. Першим ректором інституту призначено Леопольда Фонка. У 1927 році відкрито філію інституту у м. Єрусалимі. Папський Біблійний Інститут організаційно інтегрований у Папський григоріанський університет та Папський східний інститут з правами присвоєння академічних ступенів.

## Факультети
- Сходознавство
- Біблійна екзегетика

## Список ректорів
- Леопольд Фонк (1865—1930) — з 1909 по 1930
- Августин Беа (1881—1968) — з 1930 по 1940
- Ернест Фоґт (1903—1984) — з 1949 по 1963
- Родерік А. Маккензі (1911—1984) — з 1963 по 1969
- Карло Марія Мартіні (1927—2012) — з 1969 по 1978
- Альберт Вангой (*1923) — з 1984 по 1990
- Клеменс Шток (*1934) — з 1990 по 1996
- Роберт Отоолє (*1936) — з 1996 по 2002
- Стефен Пізано (*1946) — з 2002 по 2008
- Хосе-Марія Абреґо де Ласі (*1945) — з 2008 по 2014
- Майкл Френсіс Коларчік (*1950) — з 2014